# Xinidium dentilabris
Xinidium dentilabris är en skalbaggsart som beskrevs av Edgar von Harold 1869. Xinidium dentilabris ingår i släktet Xinidium och familjen bladhorningar. Inga underarter finns listade i Catalogue of Life.